# Michael Glawogger

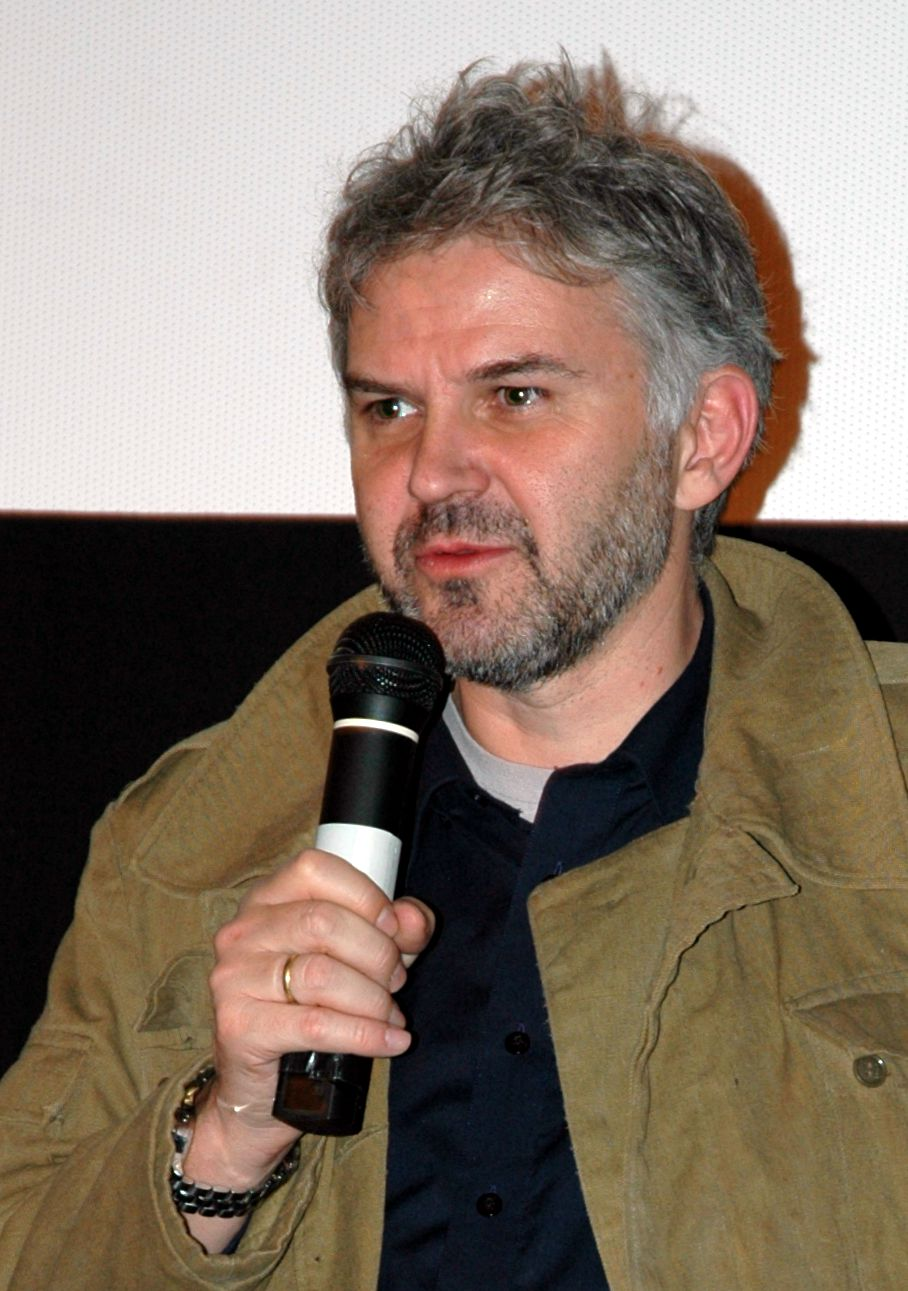
Michael Glawogger bei der Premiere von Slumming in Linz, 2006

Michael Glawogger (* 3. Dezember 1959 in Graz; † 22. April 2014 in Monrovia, Liberia) war ein österreichischer Filmregisseur, Drehbuchautor und Kameramann.

## Leben und Wirken
Glawogger absolvierte das Akademische Gymnasium in Graz mit der Reifeprüfung 1978. Er besuchte von 1981 bis 1982 das San Francisco Art Institute und studierte anschließend von 1983 bis 1989 an der Filmakademie Wien. Michael Glawogger lebte in Wien und Pitten.
Ähnlich wie Ulrich Seidl, mit dem er mehrfach zusammenarbeitete, bediente er sich häufig der Form des (halb-)dokumentarischen Spielfilms. Seine beiden international erfolgreichsten Arbeiten, Megacities (1998), der erste österreichische Film, der im Programm des Sundance Film Festival gezeigt wurde, und Workingman’s Death (2005), haben über beinahe alle Kontinente verstreute Schauplätze und thematisieren unter anderem soziale Aspekte der Globalisierung.
Das Drama Slumming hatte im Februar 2006 im Rahmen der Internationalen Filmfestspiele Berlin seine Uraufführung. Die Komödie Contact High, deren Hauptfiguren bereits in Nacktschnecken zu sehen waren, wurde im März 2009 bei der Diagonale in Graz uraufgeführt. Mit Whores’ Glory kam 2011 erneut eine Dokumentation Glawoggers in die Kinos. In diesem Film behandelt er das Thema Prostitution, das er ansatzweise bereits in seinen vorangegangenen Dokumentarfilmen gestreift hatte. Zusammen bilden Megacities, Workingman’s Death und Whores’ Glory eine Film-Trilogie über den Zustand der Welt um die Wende vom 20. zum 21. Jahrhundert.
Ende 2013 brach er zusammen mit Attila Boa (Kamera) und Manuel Siebert (Ton) zu einem für die Dauer von rund einem Jahr geplanten „Doku-Experiment“ auf. Ohne vorgefertigtes Konzept filmte er für diesen „Film ohne Namen“ während einer Reise, die im Dezember 2013 in Kroatien begann. Weitere Stationen waren Bosnien-Herzegowina, Albanien, Italien, Marokko und die Westsahara, Mauretanien, Senegal, Mali, Guinea, Sierra Leone und zuletzt Liberia. Über seine Reise berichtete er in den „Glawogger-Tagebüchern“, die im Wochenabstand in der Tageszeitung Der Standard erschienen, sowie in einem Blog bei der Süddeutschen Zeitung.
Glawogger starb im April 2014 während der Dreharbeiten in Liberia an Malaria. Die Filmeditorin Monika Willi nahm sich der Dreharbeiten Glawoggers während dieser Reise an und realisierte daraus den Film Untitled, der im Februar 2017 in der Sektion Panorama der 67. Internationalen Filmfestspiele Berlin uraufgeführt wurde.
Eva Menasse stellte ihrem Buch Tiere für Fortgeschrittene (Köln 2017) die Widmung Zur Erinnerung an Michael Glawogger 1959–2014 voran.

## Filmografie
- 1989: Krieg in Wien
- 1995: Die Ameisenstraße
- 1996: Kino im Kopf
- 1998: Megacities (Dokumentarfilm)

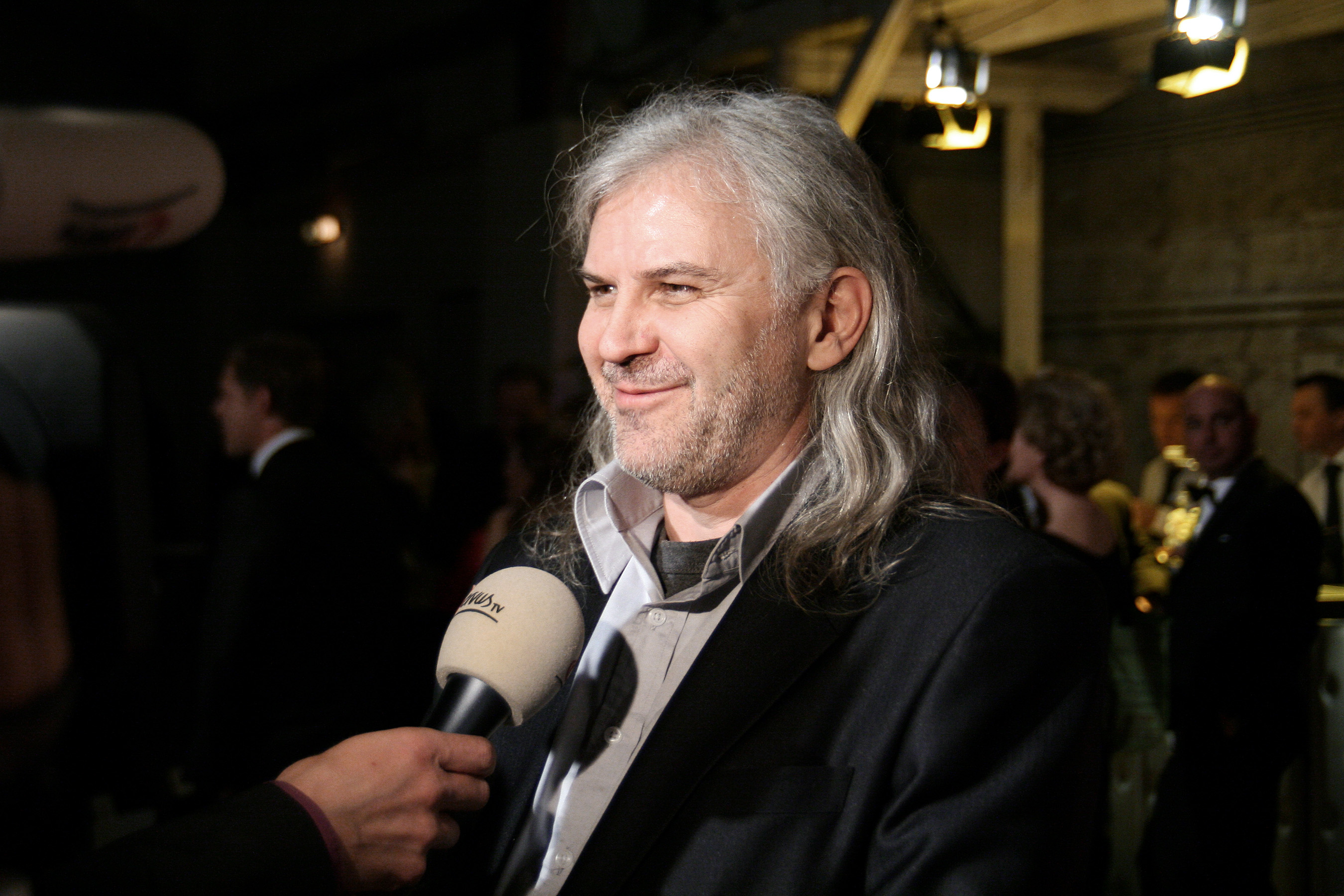
Michael Glawogger (Österreichischer Filmpreis 2012)

- 1999: Frankreich, wir kommen! (Dokumentarfilm)
- 2002: Zur Lage: Österreich in sechs Kapiteln (Regie mit Barbara Albert, Ulrich Seidl, Michael Sturminger)
- 2003: Nacktschnecken
- 2005: Workingman’s Death (Dokumentarfilm)
- 2006: Slumming
- 2009: Das Vaterspiel
- 2009: Contact High
- 2011: Whores’ Glory (Dokumentarfilm)
- 2013: Kathedralen der Kultur (Produktionsleitung: Wim Wenders; Glawogger-Episode über die Russische Nationalbibliothek in St. Petersburg)
- 2014: Landkrimi – Die Frau mit einem Schuh
- 2016: Hotel Rock’n’Roll (Drehbuch, posthume Veröffentlichung)
- 2017: Untitled (Dokumentarfilm, posthume Veröffentlichung)

## Auszeichnungen
- 1995: Wiener Filmpreis für Die Ameisenstraße
- 1996: Filmpreis des saarländischen Ministerpräsidenten für Die Ameisenstraße
- 1998: Wiener Filmpreis für Megacities
- 1998: Best Documentary, São Paulo, für Megacities
- 1999: Golden Spin Award, San Francisco, für Megacities
- 1999: NFB Award for Best Documentary, Vancouver, für Megacities
- 2005: Europäischer Filmpreis (Bester Dokumentarfilm) für Workingman’s Death
- 2005: Preis der FIPRESCI-Jury, Leipzig, für Workingman’s Death
- 2005: The Times bfi London Film Festival Grierson Award für Workingman’s Death
- 2009: Großer Preis der Diagonale für Das Vaterspiel
- 2011: Internationale Filmfestspiele von Venedig (Spezialpreis der Jury in der Reihe Orizzonti) für Whore’s Glory
- 2018: Österreichischer Filmpreis 2018 – Auszeichnung von Untitled als bester Dokumentarfilm[9]